# Wiśniew (powiat miński)
Wiśniew – wieś sołecka w Polsce, położona w województwie mazowieckim, w powiecie mińskim, w gminie Jakubów.
Miejscowość była przejściowo siedzibą gminy Czarnogłów. W latach 1975–1998 miejscowość należała administracyjnie do województwa siedleckiego. Swoją siedzibę ma tutaj Ochotnicza Straż Pożarna oraz Szkoła Podstawowa im. 7. Pułku Ułanów Lubelskich.

## Integralne części wsi
| SIMC    | Nazwa     | Rodzaj    |
| ------- | --------- | --------- |
| 1055523 | Wiśniówka | część wsi |

## Religia

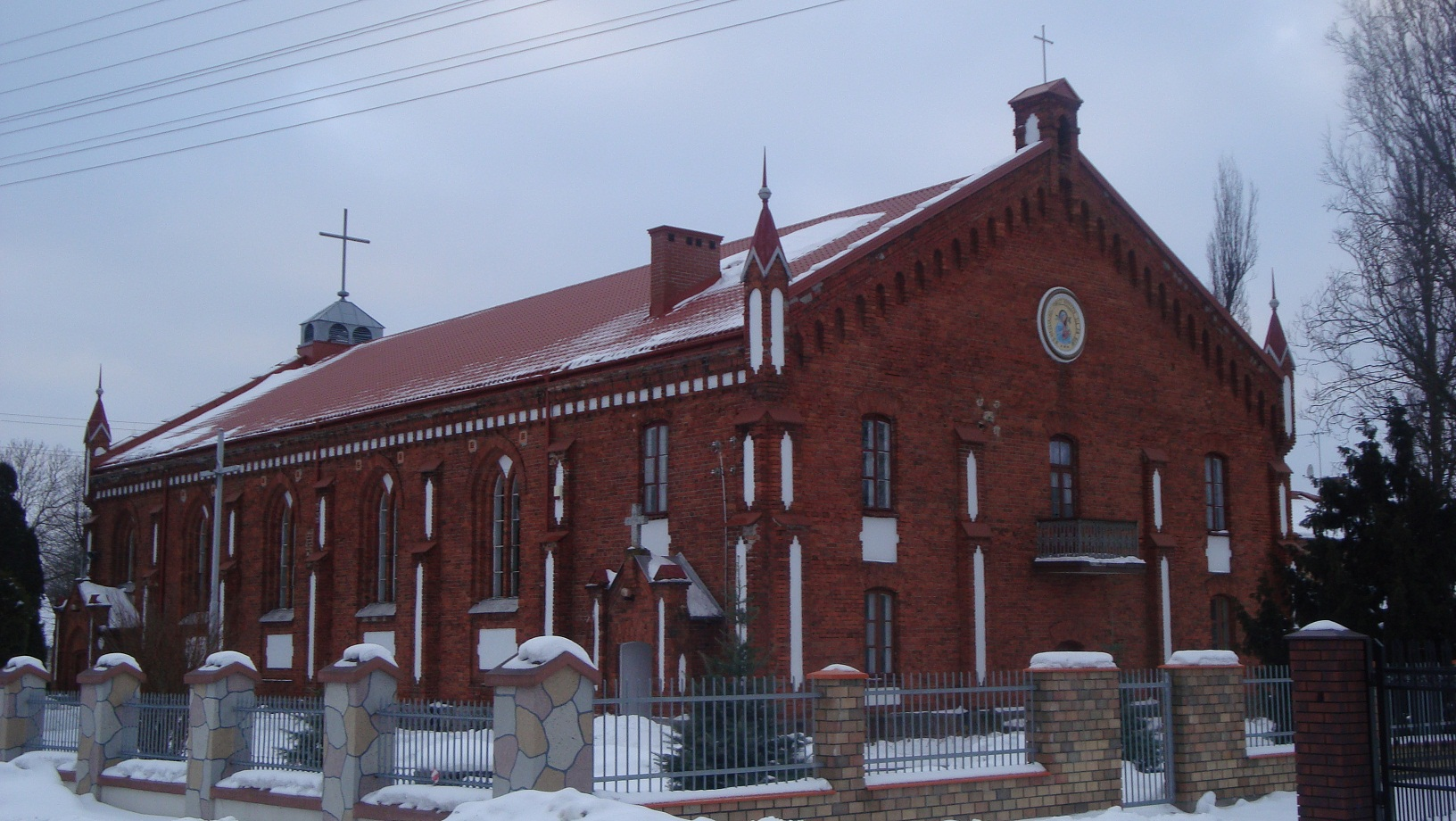
Kościół mariawicki Trójcy Przenajświętszej

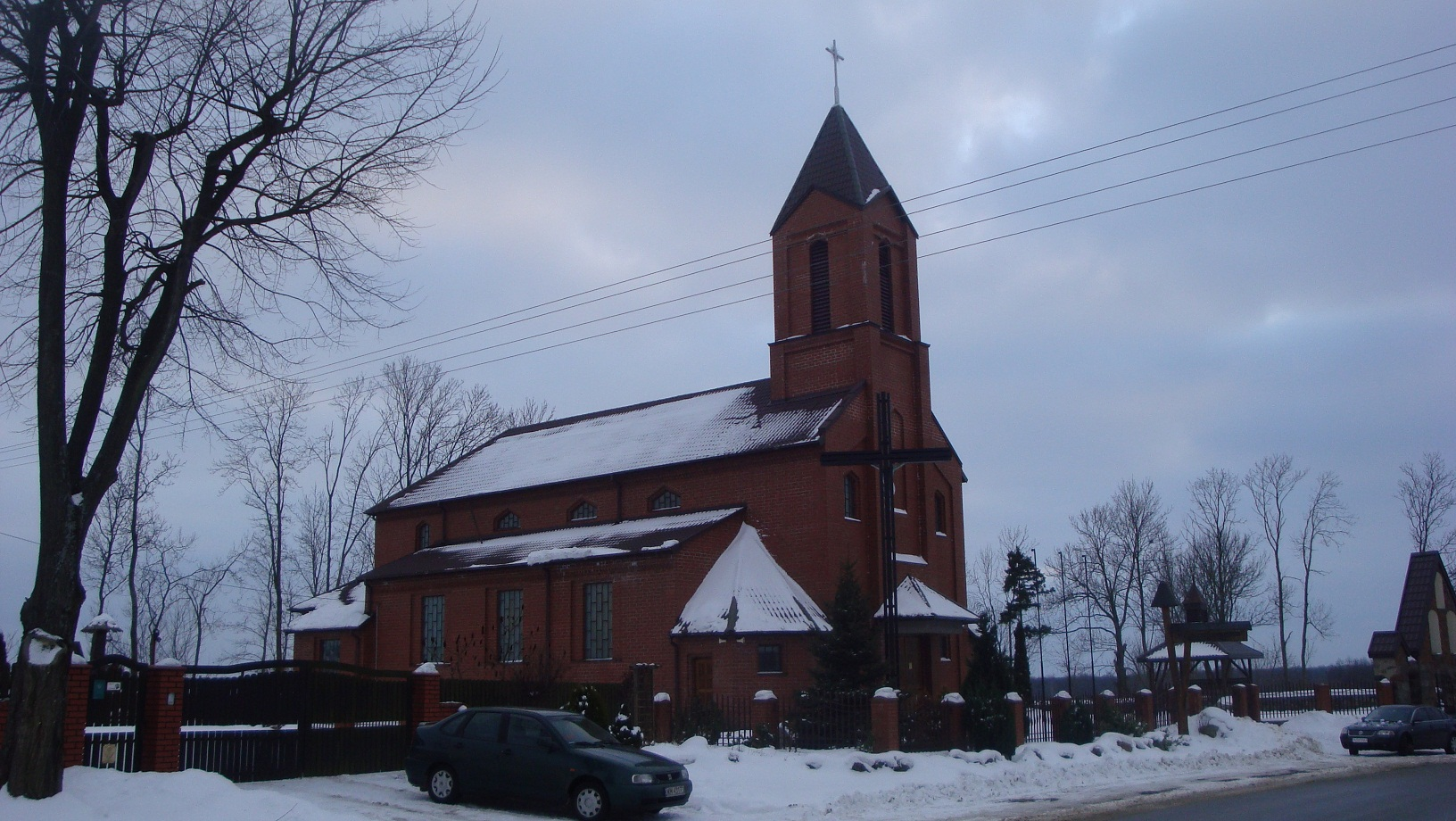
Kościół rzymskokatolicki Trójcy Świętej

Wiśniew jest stolicą diecezji lubelsko-podlaskiej Kościoła Starokatolickiego Mariawitów. W miejscowości znajduje się kościół Trójcy Przenajświętszej – siedziba parafii mariawickiej.
W miejscowości mieszkają również rzymscy katolicy należący do parafii Trójcy Świętej. W Wiśniewie są także dwa cmentarze: rzymskokatolicki i mariawicki.